# Robbi Chong

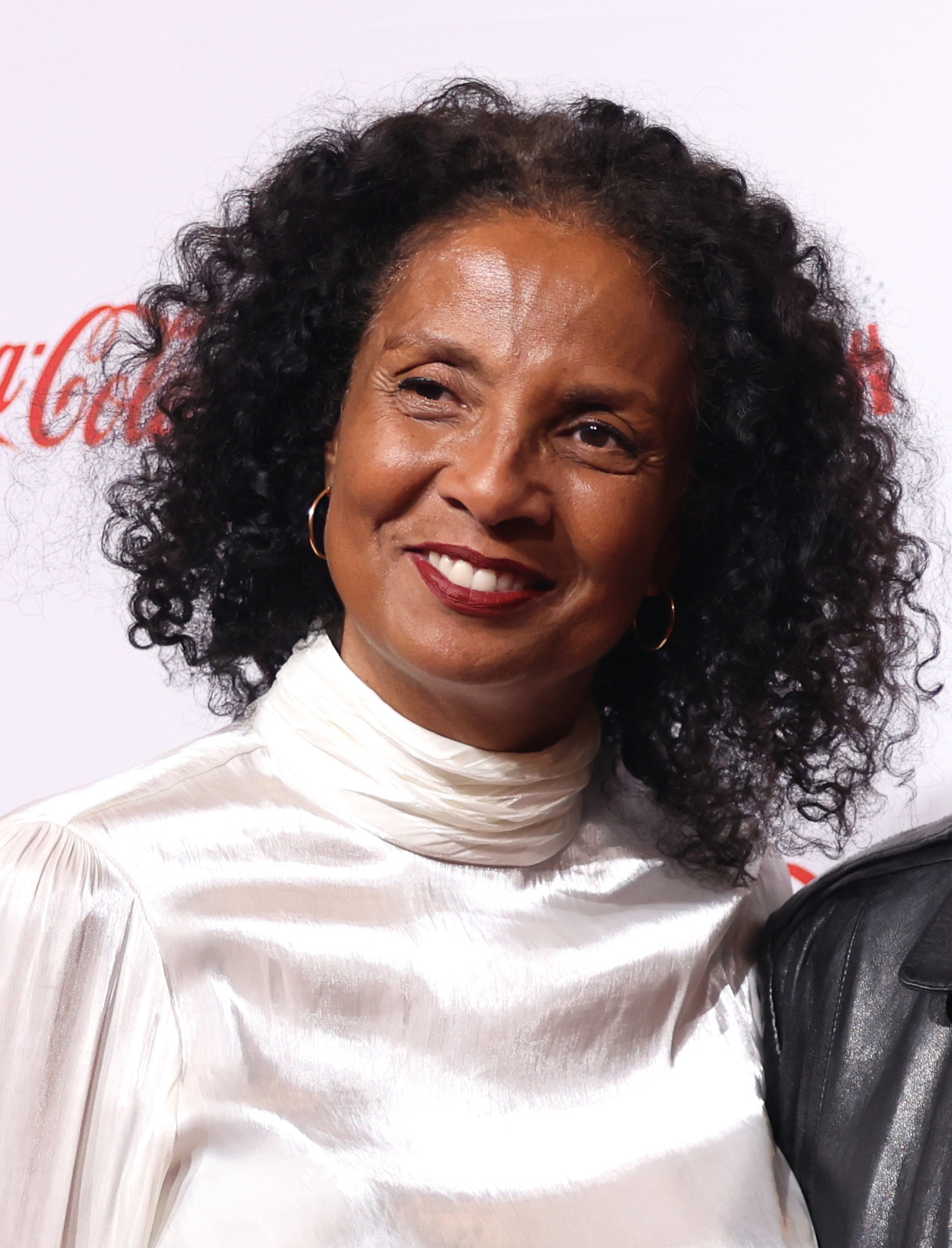
Robbi Chong (2025)

Robbi Chong (* 28. Mai 1965 in Vancouver, British Columbia) ist eine kanadische Schauspielerin.

## Leben
Robbi Chong entstammt einer Schauspielerfamilie. Sie ist die Tochter von Tommy Chong und die Schwester von Rae Dawn und Marcus Chong.
Ihre erste Rolle hatte sie 1984 in dem Film Cheech & Chong – Weit und breit kein Rauch in Sicht an der Seite ihres Vaters. Zusätzlich zu ihren Filmrollen hatte sie auch Gastauftritte in Fernsehserien wie Die Bill-Cosby-Show, Outer Limits – Die unbekannte Dimension und Murder One.
Von 1996 bis 1999 spielte sie eine Hauptrolle in der Fernsehserie Poltergeist – Die unheimliche Macht an der Seite von Derek de Lint und Martin Cummins. 

## Filmografie (Auswahl)
- 1984: Cheech & Chong – Weit und breit kein Rauch in Sicht (Cheech & Chong’s The Corsican Brothers)
- 1987: Sécurité publique
- 1988: Die Bill Cosby Show (The Cosby Show Fernsehserie, Folge 5x06)
- 1990: Far Out Man
- 1994: Jimmy Hollywood
- 1995: Immer Ärger mit Dave (Dave’s World, Fernsehserie, Folge 2x19)
- 1996–1999: Poltergeist – Die unheimliche Macht (Poltergeist: The Legacy, Fernsehserie, 87 Folgen)
- 1999: Outer Limits – Die unbekannte Dimension (The Outer Limits, Fernsehserie, Folgen 5x08, 5x21)
- 2005: Ellie Parker
- 2006: Emergency Room – Die Notaufnahme (ER, Fernsehserie, Folge 13x05)
- 2007: Shelter
- 2015: Only God Can